# Liste französischer Jagdflieger im Zweiten Weltkrieg
In der Liste französischer Jagdflieger im Zweiten Weltkrieg sind Jagdpiloten der französischen Luftstreitkräfte (Armée de l’air française) im von 1939 bis 1945 dauernden Zweiten Weltkrieg aufgeführt, die mindestens zehn Abschüsse erzielt hatten. Diese Liste erhebt keinen Anspruch auf Vollständigkeit.

## Übersicht
Die Tabelle enthält die französische Flieger ab zehn bestätigte Abschüssen mit
- Name
- Dienstgrad
- Zahl der bestätigten Luftsiege
- Auszeichnungen
- Einheit
- Todesdatum (†)

Anmerkung: Die Liste ist sortierbar: Durch Anklicken eines Spaltenkopfes wird die Liste nach dieser Spalte sortiert, zweimaliges Anklicken kehrt die Sortierung um.
| Name                   | Bild | Rang              | L       | Auszeichn.    | Einheit/Squadron No. | †          |
| ---------------------- | ---- | ----------------- | ------- | ------------- | -------------------- | ---------- |
| Pierre Clostermann     |      | Flight lieutenant | 33 (18) | DFC           | 341 Squadron RAF     | 22.03.2006 |
| Marcel Albert          |      |                   | 23      | CdG, HdS      |                      | 23.08.2010 |
| Jean Demozay           |      | Colonel           | 21      | CdG, DSO, DFC | 1 Sq RAF             | 19.12.1945 |
| Pierre Le Gloan        |      |                   | 20      | CdG           | GC III/6             | 11.09.1943 |
| Roland de la Poype     |      |                   | 17      | CdG, HdS      | 602 Sq               | 22.10.2012 |
| Jacques André          |      |                   | 16      | CdG, HdS      |                      | 2.04.1988  |
| Louis Delfino          |      | Colonel           | 16      |               | GC I/4               | 11.06.1968 |
| Michel Dorance         |      |                   | 16      |               | GC I/7               | 17.01.1986 |
| Roger Sauvage          |      |                   | 16      | CdG           | GC I/5               | 1.09.1977  |
| Edmond Marin La Meslée |      |                   | 15 (+5) | CdG           | GC I/5               | 4.02.1945  |
| Jean Accart            |      | major general     | 15      | CdG           | GC 2/2               | 19.08.1992 |
| Edouard Le Nigen       |      |                   | 12      |               |                      | 25.07.1940 |
| Abel Guides            |      |                   | 10      |               |                      |            |
| François Morel         |      |                   | 10      | CdG           | GC I/5               | 18.05.1940 |